# Chetone mimica
Chetone mimica là một loài bướm đêm thuộc phân họ Arctiinae, họ Erebidae.